# Richard Todd

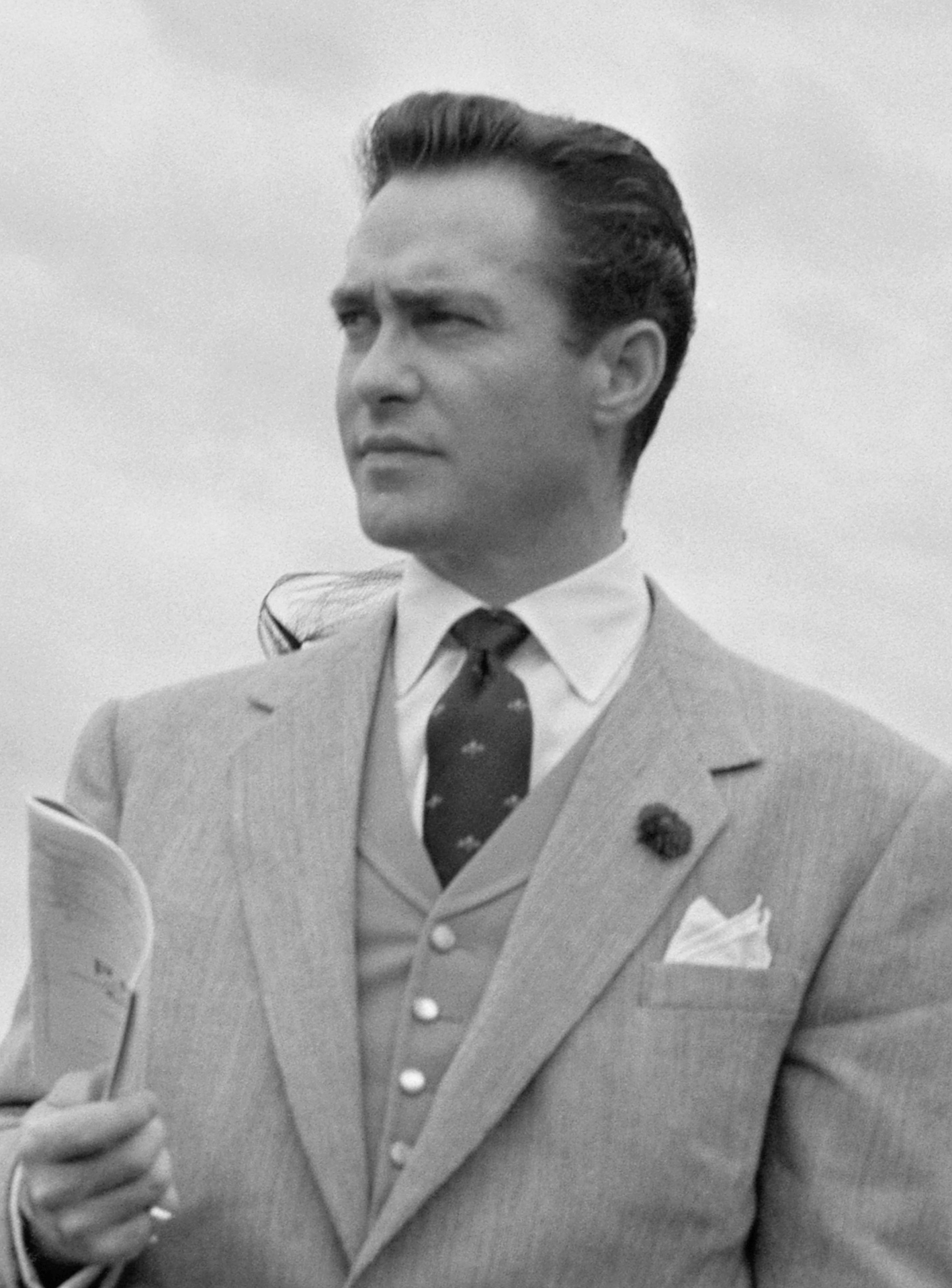
Richard Todd (1954)

Richard Andrew Palethorpe-Todd, OBE (* 11. Juni 1919 in Dublin, Irland Vereinigtes Königreich Großbritannien und Irland; † 3. Dezember 2009 in Grantham, Lincolnshire, England, Vereinigtes Königreich) war ein britischer Schauspieler irischer Abstammung.

## Leben
Richard Andrew Palethorpe-Todd kam 1919 in Dublin zur Welt. Sein Vater Andrew William Palethorpe Todd war ein britischer Offizier und vor dem Ersten Weltkrieg erfolgreicher Rugby-Spieler für das irische Nationalteam. Seine Kindheit verbrachte Richard in Indien, bevor die Familie ins englische Devon zog. Er besuchte die Shrewsbury School in Shropshire und später die Militärakademie Sandhurst. Seine Liebe zur Schauspielerei war jedoch größer und so studierte er dieses Fach an der Italia Conti Academy of Theatre Arts. Die frühen Jahre seiner Schauspielkarriere führten ihn hauptsächlich an Regionaltheater, bevor er 1939 das Dundee Repertory Theatre in Schottland mitbegründete.
Der Zweite Weltkrieg unterbrach seine Schauspieltätigkeit. 1941 wurde er zum Lieutenant befördert und diente ab Mai 1943 beim 7th Parachute Bataillon der britischen 6. Luftlandedivision. In der Nacht vom 5. auf den 6. Juni 1944 war Todd einer der ersten alliierten Soldaten, die im Rahmen des D-Days in Frankreich landeten. Bei der Operation Tonga diente er im Rang eines Captain in Major John Howards Einheit auf der hart umkämpften Pegasusbrücke und verteidigte diese bis zum Eintreffen der von Lord Lovat geführten Entsatztruppe. Diese Begegnung wurde nach dem Krieg in zwei Filmen dargestellt, bei denen jeweils Richard Todd als Schauspieler mitwirkte. Im Film Der längste Tag (1962) von Cornelius Ryan stellte er Major Howard dar.
Nach dem Krieg ging Todd zurück zum Dundee Repertory Theatre. Danach debütierte er im Londoner West End in der Rolle des Lachlan MacLachlan im Theaterstück The Hasty Heart von John Patrick. Nach einem Zwischenspiel am New Yorker Broadway kehrte er wieder nach England zurück. 1950 erhielt Todd eine Oscar-Nominierung als bester Hauptdarsteller und den Golden Globe Award als bester Nachwuchsdarsteller für die Verfilmung von The Hasty Heart. Einer seiner Kollegen in diesem Film war der Amerikaner Ronald Reagan, der 30 Jahre später Präsident der Vereinigten Staaten sein sollte. Die beiden verband eine tiefe Freundschaft.
Anfang der 1950er-Jahre hatte Todd, beginnend mit Robin Hood und seine tollkühnen Gesellen (1952), Hauptrollen in drei von Walt Disney in Großbritannien produzierten Abenteuerfilmen. Weite Bekanntheit erlangte er 1954 in der Rolle des Wing Commander Guy Gibson in Michael Andersons Film Mai 1943 – Die Zerstörung der Talsperren. Ursprünglich sollte er, nach dem Willen von Ian Fleming, den ersten James Bond auf der Leinwand verkörpern, da er dem blauäugigen, aristokratischen Agenten weit mehr als Sean Connery entsprach. Später änderte Fleming seine Meinung, nachdem Connery beim Vorsprechen für die Bond-Rolle durch seine überaus hervorstechende und männliche Gangart überzeugt hatte. Im Fernsehen war Todd über die Jahre unter anderem in Doctor Who, Mord ist ihr Hobby, Silent Witness und Inspector Barnaby zu sehen.
Todd war zweimal verheiratet und wurde zweimal geschieden: Von 1949 bis 1970 mit Catherine Grant-Bogle, einer Kollegin beim Dundee Repertory Theatre; das Paar bekam einen Sohn, Peter, und eine Tochter, Fiona. Von 1970 bis 1992 war er mit Virginia Mailer verheiratet, mit der er zwei Söhne hatte, Andrew und Seumas. Seumas (1977–1997) starb durch Suizid; auch sein Sohn Peter (1952–2005) aus erster Ehe tötete sich selbst.
Zuletzt lebte Todd auf einem Bauernhof in Lincolnshire, England. Die Walt Disney Company ernannte ihn im Jahr 2002 zur „Disney Legend“ („Disney-Legende“).

## Filmografie (Auswahl)
- 1949: Unschuldig verurteilt (For Them That Trespass)
- 1949: Gezählte Stunden (The Hasty Heart)
- 1949: Das Ende einer Reise (The Interrupted Journey)
- 1950: Die rote Lola (Stage Fright)
- 1950: Portrait of Clare
- 1951: Flesh and Blood
- 1951: Lightning Strikes Twice
- 1952: Robin Hood und seine tollkühnen Gesellen (The Story of Robin Hood and His Merrie Men)
- 1953: Eine Prinzessin verliebt sich (The Sword and the Rose)
- 1954: Rob Roy – Der königliche Rebell (Rob Roy: The Highland Rogue)
- 1954: Dürfen Frauen so sein? (Secrets d’alcôve)
- 1955: Ein Mann namens Peter (A Man Called Peter)
- 1955: Mai 1943 – Die Zerstörung der Talsperren (The Dam Busters)
- 1955: Die jungfräuliche Königin (The Virgin Queen)
- 1956: Der Liebesroman einer Königin (Marie-Antoinette reine de France)
- 1956: Zwischen Himmel und Hölle (D-Day, the Sixth of June)
- 1957: Yangtse-Zwischenfall (Yangtse Incident)
- 1957: Die heilige Johanna (Saint Joan)
- 1958: Flüsternde Schatten (Chase a Crooked Shadow)
- 1958: The Naked Earth
- 1958: Duell mit dem Tod (Intent to Kill)
- 1958: Verrat in Camp 127 (Danger Within)
- 1960: Der Marder von London (Never Let Go)
- 1961: Sieben gegen die Hölle (The Long and the Short and the Tall)
- 1961: Herein ohne anzuklopfen (Don’t Bother to Knock)
- 1961: Platz nehmen zum Sterben (The Hellions)
- 1962: Verbrechen aus Liebe (Le Crime ne paie pas)
- 1962: Der längste Tag (The longest Day)
- 1962: The Boys
- 1963: The Very Edge
- 1963: Todestrommeln am großen Fluß
- 1965: Sanders und das Schiff des Todes
- 1965: Geheimaktion Crossbow (Operation Crossbow)
- 1965: Kampf in der Villa Fiorita (The Battle of the Villa Fiorita)
- 1967: The Love-Ins
- 1968: Subterfuge
- 1970: Das Bildnis des Dorian Gray (Il dio chiamato Dorian)
- 1972: Asylum
- 1975: Las flores del vicio
- 1974: Boy Dominik (Fernsehserie, 13 Folgen)
- 1976: Dominic (Miniserie, eine Folge)
- 1977: No. 1 of the Secret Service
- 1978: Tote schlafen besser (The Big Sleep)
- 1979: Verurteilt wegen Liebe (Home Before Midnight)
- 1980: Matt und Jenny – Abenteuer im Ahornland (Matt and Jenny) (Fernsehserie, zwei Folgen)
- 1982: Doctor Who (Fernsehserie, vier Folgen)
- 1983: Das Haus der langen Schatten (House of the Long Shadows)
- 1985: Jenny’s War (Miniserie, vier Folgen)
- 1985: Wettlauf zum Pol (The Last Place on Earth) (Miniserie, zwei Folgen)
- 1988: Olympus Force: The Key
- 1989: Mord ist ihr Hobby (Murder, She Wrote) (Fernsehserie, eine Folge)
- 1992: Sherlock Holmes und der Stern von Afrika (Incident at Victoria Falls)
- 2000: Silent Witness (Fernsehserie, zwei Folgen)
- 2003: Inspector Barnaby – Unglücksvögel (Midsomer Murders – Birds of Prey) (Fernsehreihe)
- 2004: Holby City (Fernsehserie, eine Folge)
- 2007: Heartbeat (Fernsehserie, eine Folge)